# 马林迪机场
马林迪机场（英語：Malindi Airport）是肯尼亚东南部沿海城镇马林迪的一座中型机场，位于该市西部，拥有两条沥青跑道。

## 位置
机场位于肯尼亚东南部基利菲县城镇马林迪的中央商务区以西，濒临印度洋海岸。距离马林迪机场最近的国际机场为莫伊国际机场，位于该机场西南方向，公路距离约132（82英里），航空距离约104.5（65英里）。马林迪机场位于肯尼亚最大的机场乔莫·肯雅塔国际机场东南方向，公路距离约为485（301英里），航空距离约为411（255英里）。马林迪机场的坐标为南纬03°12'54.0"，东经40°06'00.0"（纬度：-3.2150；经度：40.1000）。

## 概况
马林迪机场是一座中型机场，服务于马林迪镇，平均海拔80英尺（24）。该机场拥有两条沥青跑道：17/35跑道长4,600英尺（1,400） ，宽98英尺（30），08/26跑道长3,549英尺（1,082），宽76英尺（23）。肯尼亚政府资助了马林迪机场航站楼的更新和扩建、新控制塔的建设以及跑道的修复。升级工作由迪克威斯建筑公司（Dickways Construction）于2011年至2012年间进行，耗资2亿肯尼亚先令（约合200万美元）。

## 升级扩建
肯尼亚政府寻求扩建马林迪机场，以吸引直飞国际航班。政府计划将17/35跑道延长至 2,500（8,202英尺）的长度。2016年，开始扩建停机坪，以容纳更多飞机，同时修建了7.5（5英里）的围栏，并建造一个可容纳500辆车的停车场。该阶段工程原计划于2016年12月结束。由于个人和团体要求对扩建所需的土地进行补偿，该工程结束时间被推迟。2018年1月，肯尼亚国家土地委员会拨款4.24亿肯尼亚先令（约合424万美元），补偿175名土地所有者25公頃（62英畝）的土地，为机场扩建铺平道路。

## 奖项
2023年12月，马林迪机场获得肯尼亚机场管理局颁发的“最敬业员工奖”。

## 航空公司和目的地
| 航空公司       | 目的地                     |
| -------------- | -------------------------- |
| 540航空        | 拉穆镇、内罗毕-乔莫·肯雅塔 |
| SAX航空        | 内罗毕-威尔逊              |
| 珍宝捷特航空   | 内罗毕-乔莫·肯雅塔         |
| 肯尼亚航空     | 内罗毕-乔莫·肯雅塔         |
| 蒙巴萨游猎航空 | 拉穆镇、蒙巴萨             |